# Pomerània
|  | Per a la raça canina, vegeu Pomerània (gos) |

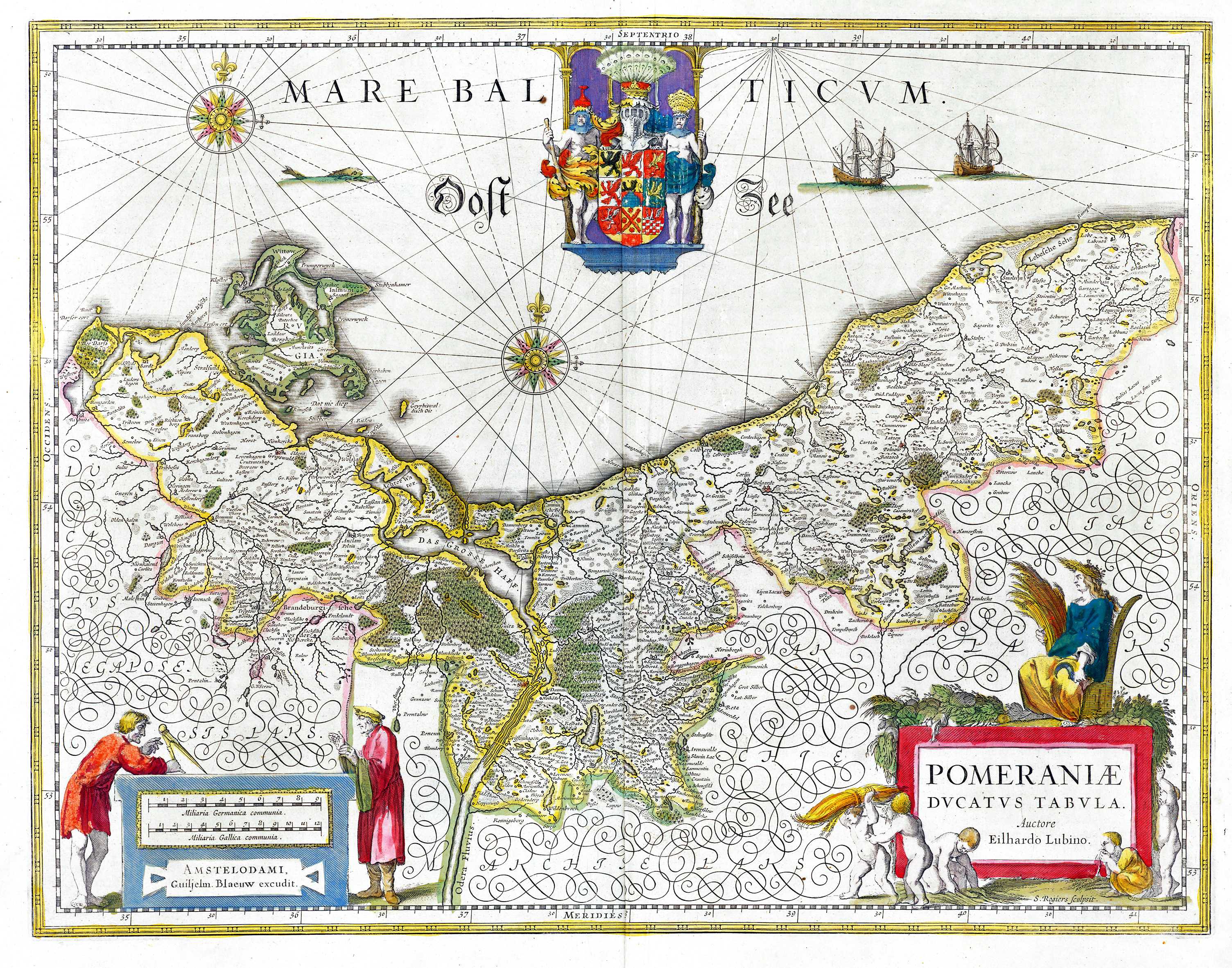
Pomerània, mapa del

Pomerània (en polonès: Pomorze, en alemany: Pommern, en rus: Померания) és una regió historicogeogràfica situada al nord de Polònia i Alemanya, al litoral bàltic.

## Història

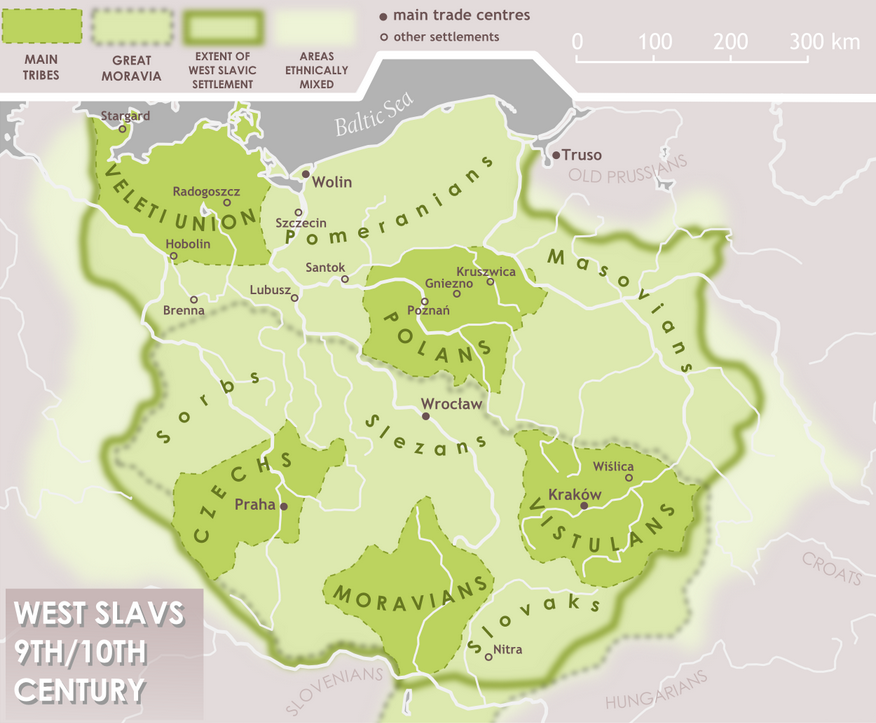
Els eslaus occidentals als segles IX i X

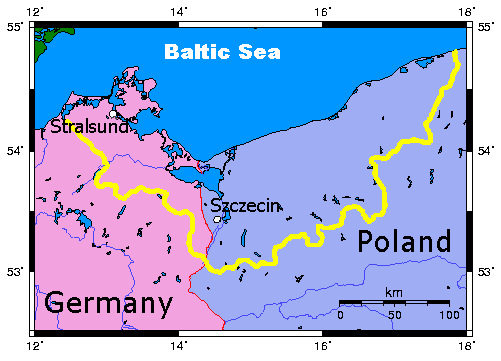
Pomerània històrica (en groc)

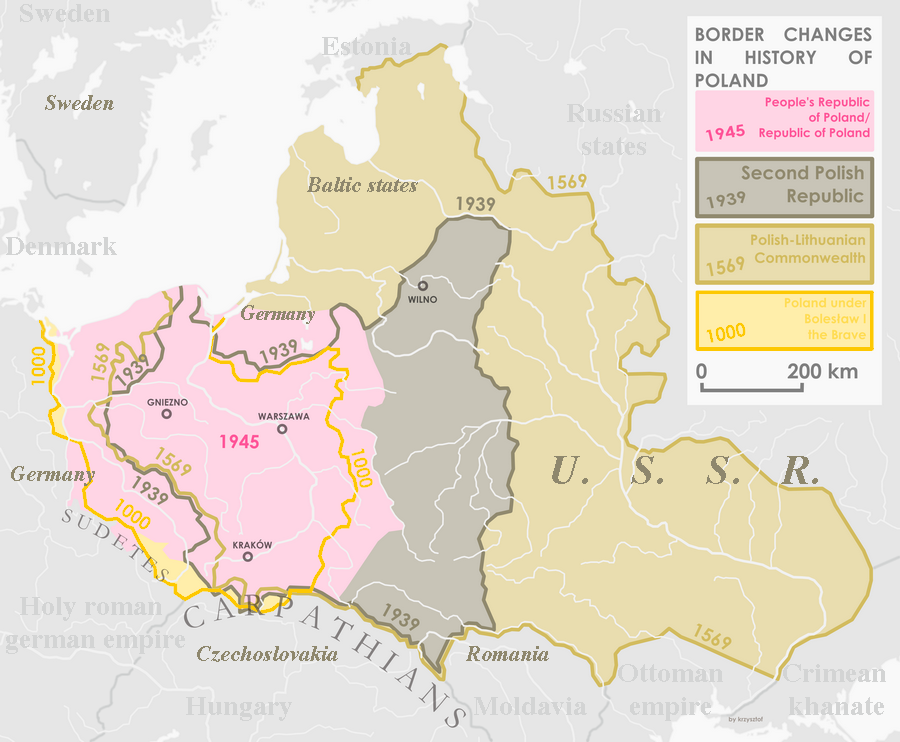
Canvis de frontera en la història de Polònia

Mil anys d'història de les esferes d'influència entre l'Elba, l'Oder i el Vístula: la regió coneguda com a Pomerània durant l'edat mitjana estava formada pel territori de la costa bàltica situat entre el riu Vístula i el riu Oder, on habitaven al voltant de l'any 600 els pomeranis (pomorzanie), tribu eslava el nom de la qual significa 'costat del mar' en eslau.
La frontera va anar gradualment traslladant-se en direcció oest, a mesura que l'àrea era conquerida per l'orde teutònic o cavallers portaespasa, i la zona entre els rius Vístula i Prosma va arribar a ser coneguda com a Pomerellen, formant part de Polònia.
Principals ciutats: Wolin, Szczecin, Gdańsk, Toruń, Greifswald, Stargard, Police, Kołobrzeg, Słupsk, Grudziądz, Koszalin, Świnoujście, Gdynia i Sopot.

### Pomerània alemanya
Al començament de la Guerra dels Trenta Anys, el 1630, Pomerània es va convertir en un aliat de l'Imperi Suec, però el 1637, Bogislaw XIV va morir sense hereu i, fins a la Pau de Westfàlia, el 1648, el país va ser administrat per Suècia, malgrat la sol·licitud d'herència de Brandenburg, abans de ser compartit definitivament, després del Tractat de Stettin de 1653, entre la posterior Pomerània que, convertida en la província de Pomerània (1653-1815), va passar a mans de Brandenburg-Prússia i la Pomerània sueca. Les dues particions de Pomerània van continuar sent territoris d'immediatesa imperial, governades en unió personal per dues dinasties estrangeres, les de Brandenburg i Suècia. A la Dieta Imperial, els caps de les dues dinasties van votar com a ducs de Pomerània. Brandenburg (Regne de Prússia) va rebre part de la Pomerània Sueca l'any 1720 i es va annexionar Pomerèlia el 1772. El 1815, el Congrés de Viena va unificar tota Pomerània dins del Regne de Prússia.
Després de la derrota d'Alemanya en la Segona Guerra Mundial, Pomerània va ser dividida en dues regions separades pel riu Oder. La regió de Pomerània a l'oest d'aquest riu va ser incorporada al nou estat federat (land) de Mecklenburg, a la zona d'ocupació soviètica, que després seria la República Democràtica Alemanya (RDA) entre 1949 i 1990. Amb la reunificació alemanya el 1990, aquesta regió va passar a formar part de l'estat federat alemany de Mecklemburg-Pomerània Occidental. El territori a l'est del riu, que comprenia la major part de Pomerània, va ser posat sota administració polonesa, tot esperant la conclusió final de la pau amb Alemanya. Aquest territori va ser cedit formalment a Polònia el 1970 d'acord amb les condicions de l'acord assolit.

## Pomerània polonesa
En l'actualitat, la regió polonesa anomenada Pomerània té una superfície de 18.298 km² i una població aproximada de 2.200.000 habitants.